# Atlapetes semirufus
Tico-tico-de-peito-ocre ou tico-tico-semirruivo (Atlapetes semirufus) é uma espécie de ave da família Emberizidae.
Pode ser encontrada nos seguintes países: Colômbia e Venezuela.
Os seus habitats naturais são: regiões subtropicais ou tropicais húmidas de alta altitude e florestas secundárias altamente degradadas.